# Burg Brunsrode
Die Burg Brunsrode war eine Wasserburg in Groß Brunsrode im Landkreis Helmstedt in Niedersachsen. Nach der Zerstörung der Burg im 16. Jahrhundert entstand an der Stelle ein Gutshaus, das nach Erneuerungen im 19. Jahrhundert noch heute vorhanden ist.

## Beschreibung
Das Aussehen der Burganlage im 17. Jahrhundert gibt ein Merian-Stich aus der Zeit um 1650 wider. Darauf ist ein hoher, massiver Burgturm abgebildet, der von mehreren im Viereck angeordneten Gebäuden umgeben ist. Das Herrenhaus der Burg ist ein hoher Fachwerkbau mit einem polygonalen Treppenturm. Laut der Beschreibung von Merian war die Anlage von einem wasserführenden Burggraben umgeben.
Von der Burg, die sich auf dem Gelände eines heutigen Gutshofes befand, haben sich keine Reste erhalten. Auf den früheren Standort weisen 1,3 Meter starke Grundmauern hin, die beim Umbau eines Wohnhauses entdeckt wurden. Bei einem Teich mit einem Durchmesser von rund 30 Meter auf dem Gutsgrundstück könnte es sich um einen Teil des früheren Burggrabens handeln.

## Geschichte
In Brunsrode saß das niederadlige Geschlecht von Brunsrode, das um das Jahr 1226 erstmals erwähnt wurde und um 1400 erlosch. Es hatte nie die Burg inne, sondern führte einen Sattelhof hinter der Burg.
Burg Brunsrode war eine Landesburg der Herzöge von Braunschweig-Lüneburg. Über ihre Baugeschichte ist nichts bekannt. Eine erste Nennung, die indirekt war, erfolgte 1328 in einer Vereinbarung zwischen Herzog Otto der Milde von Braunschweig-Göttingen und seinem Vetter Otto der Strenge von Braunschweig-Lüneburg. Eine  ausdrückliche Nennung der Burg erfolgte im Jahre 1355, als Herzog Wilhelm II. von Braunschweig-Lüneburg sie an die Brüder Henning und Harneid von Marenholtz verpfändete. 1372 ging sie als Lehen an die Herren von Salder. Brunsrode gehörte zu den Burgen, die 1377 die Braunschweiger Herzöge und Brüder Friedrich I., Heinrich I. und Otto II. als Abfindung für ihren Verzicht auf das Herzogtum Lüneburg erhielten. Im Jahre 1381 wurde die Burg zusammen mit den Burgen in Glentorf und Wettmershagen zerstört und bald danach wieder instand gesetzt, da sie bereits 1386 als Abfindung an den Braunschweigischen Herzog ging. 1467 erhielt die Familie von Marenholtz die Burg zum Lehen. Als die Herren von Veltheim sie 1477 zum Lehen erhielten, war die Burgstelle bereits wüst. 1525 erwarb sie Weddige von Adrum und seine Frau ließ aus ihrem Vermögen die Gebäude als Alterssitz neu errichten. Es gab ein Wohnhaus, eine Meierei und Ställe. Nach dem Tod der Witwe des 1559 verstorbenen Weddige von Adrum fiel das Anwesen 1580 als Pfandgut an den Herzog zurück. 1636 erhielt es Julius Freiherr von Bülow als Lehen mit Brunsrode für seine im Dreißigjährigen Krieg geleisteten Dienste. Die Burg war zu diesem Zeitpunkt unbewohnbar. Der Wiederaufbau erfolgte durch Julius’ Sohn als Gutshaus unter Wiederverwendung von Teilen der alten Burganlage. Dabei wurde das hohe Herrenhaus mit Treppenturm errichtet, dass der Merian-Stich aus der Zeit um 1650 zeigt. Aus der Burgstelle wurde ein Gutshof, den verschiedene Angehörige des Adels bis ins 20. Jahrhundert führten. 1780 wurde der Burggraben zugeschüttet und der Burgturm wegen Baufälligkeit abgebrochen. Im 19. Jahrhundert wurde der Treppenturm des Herrenhauses abgerissen und es kam zweimal zur völligen Umgestaltung des Gebäudes. 1989 wurde der Gutshof an einen Landwirt veräußert, der das frühere Herrenhaus an eine Privatperson verkaufte.